# Dasychela peruviana
Dasychela peruviana är en tvåvingeart som först beskrevs av Jacques-Marie-Frangile Bigot 1892.  Dasychela peruviana ingår i släktet Dasychela och familjen bromsar. Inga underarter finns listade i Catalogue of Life.